# 情史
《情史》一名《情史類略》，又名《情天寶鑒》，為明代著名文學家馮夢龍選錄歷代筆記小說和其它著作中的有關情愛的故事編纂成的一部短篇小說集，全書共二十四類，計故事八百七十餘篇。

## 目錄
馮夢龍在《情史》裡面，自己把故事的情感加以分卷成類，多數類以下再有小類。序說「编也，始乎贞，令人慕义；继平缘，令人知命；私爱以畅其悦；仇憾以伸其气；豪侠以大其胸；灵感以神其事；痴幻以开其悟；秽累以窒其淫；通化以达其类；芽非以诬圣贤，而疑亦不敢以诬鬼神。」
有幾卷類目並沒有在序中特別解釋定義，像《情外類》就是其中之一，其內容是選錄了歷代的同性愛情故事，記載的人物上自帝王將相，下至歌伶市民。讀者們也能在其間了解到「龍陽」、「分桃」、「斷袖」等典故的來源。
1. 一，情贞類：夫婦節義、貞婦、貞妾、貞妓
2. 二，情缘類：意外夫妻、老而娶者、妻自擇夫、夫妻重逢
3. 三，情私類：先私後配、私而未及配者、私會、私婢
4. 四，情侠類：俠女子能自擇配者、俠女子能成人之事者、俠女子能成人名節者、俠丈夫能曲順人情者、俠丈夫代人成事者、俠客能誅無情者
5. 五，情豪類：豪奢、豪華、豪狂、豪勇
6. 六，情爱類：男愛女、女愛男、男女相愛
7. 七，情痴類
8. 八，情感類：感人、感神鬼、感物
9. 九，情幻類：夢幻、離魂、附魂、招魂、畫幻、事幻、術幻
10. 十，情靈類：癒病再生、同死、死後償願、死後踐盟、死後尋歡、再世償願、再世傳信、死後見形、死後行歡、柩靈
11. 十一，情化類
12. 十二，情媒類：仙媒、友媒、官媒、妻媒、詞媒、詩媒、字媒、鬼媒、風媒、紅葉媒、虎媒、狐媒、蟻媒、
13. 十三，情憾類：無緣、 所從非偶、傷逝、再生不果
14. 十四，情仇類：阻婚、生離、薄倖、妃厄、遭讒、欺誤、遇暴
15. 十五，情芽類：大聖、明賢、高僧、賢女子
16. 十六，情報類：有情報、負情報
17. 十七，情秽類：宮掖、戚里、奇淫、雜淫
18. 十八，情累類：損財、諛事、損名、履危、遭誣、虧體、隕命、婦女淫累
19. 十九，情疑類：佛國、天仙、雜仙女、地仙、山神、水神、龍神、廟像之神、雜神
20. 二十，情鬼類：宮闈名鬼、冢墓之鬼、殡瘗之鬼、旅榇之鬼、幽婚、無名鬼
21. 二十一，情妖類：人妖、異域、野叉、獸屬、羽族、鱗族、介屬、昆蟲屬、草木屬、無情之物、器物之屬、無名怪
22. 二十二，情外類：情貞、情私、情愛、情癡、情感、情化、情憾、薄倖、情仇、姊弟竝宠不终、情報、情穢、情累、邪鬼、靈鬼
23. 二十三，情通類：飛禽、獸屬、魚蟲、草木
24. 二十四，情迹類：詩話、詞話、雜事
25. 二十七， 湯南類: 龍湯寶、山茶花、西難花